# King William's Town
King William's Town este un oraș din provincia Oos-Kaap, Africa de Sud.